# Schwetschkea peracuminata
Schwetschkea peracuminata är en bladmossart som beskrevs av Fernand Mathieu Hubert Demaret och J. Leroy 1944. Schwetschkea peracuminata ingår i släktet Schwetschkea och familjen Leskeaceae. Inga underarter finns listade i Catalogue of Life.